# Gare de Munster-Badischhof
Gare de Munster-Badischhof vasútállomás Franciaországban, Munster településen.

## Vasútvonalak
Az állomást az alábbi vasútvonalak érintik:
- Colmar–Metzeral-vasútvonal

## Kapcsolódó állomások
A vasútállomáshoz az alábbi állomások vannak a legközelebb:
- Gare de Munster
- Gare de Gunsbach - Griesbach